# Cantón de Hasparren
El cantón de Hasparren era una división administrativa francesa, situada en el departamento de los Pirineos Atlánticos y la región Aquitania.

## Composición

Comunas del cantón de Hasparren.

El cantón de Hasparren agrupa 7 comunas:
- Bonloc
- Hasparren
- Macaye
- Méharin
- Mendionde
- Saint-Esteben
- Saint-Martin-d'Arberoue

## Consejeros generales
| Fecha de elección                          | Identidad         | Partido | Calidad              |
| ------------------------------------------ | ----------------- | ------- | -------------------- |
| 1963                                       | Laurent Darraïdou |         |                      |
| 1967                                       | Laurent Darraïdou |         |                      |
| 1973                                       | Jacques Coumet    |         |                      |
| 1979                                       | Jacques Coumet    |         |                      |
| 1985                                       | Jacques Coumet    |         |                      |
| 1992                                       | Jacques Coumet    |         |                      |
| 1998                                       | Jacques Coumet    |         | alcalde de Hasparren |
| marzo de 2004                              | Bernard Inchauspé |         |                      |
| No se conocen los datos anteriores a 1963. |                   |         |                      |

## Supresión del cantón de Hasparren
En aplicación del Decreto n.º 2014-248 de 25 de febrero de 2014 el cantón de Hasparren fue suprimido el 22 de marzo de 2015 y sus siete comunas pasaron a formar parte, cinco del nuevo cantón de País de Bidache, Amikuze y Ostibarre y dos del nuevo cantón de Baïgura y Mondarrain.